# Aprilia Leonardo
L'Aprilia Leonardo è uno scooter a ruote basse prodotto dalla casa motociclistica italiana Aprilia dal 1997 al 2007, nelle cilindrate da 125, 150, 250 e 300 cm³.

## Design

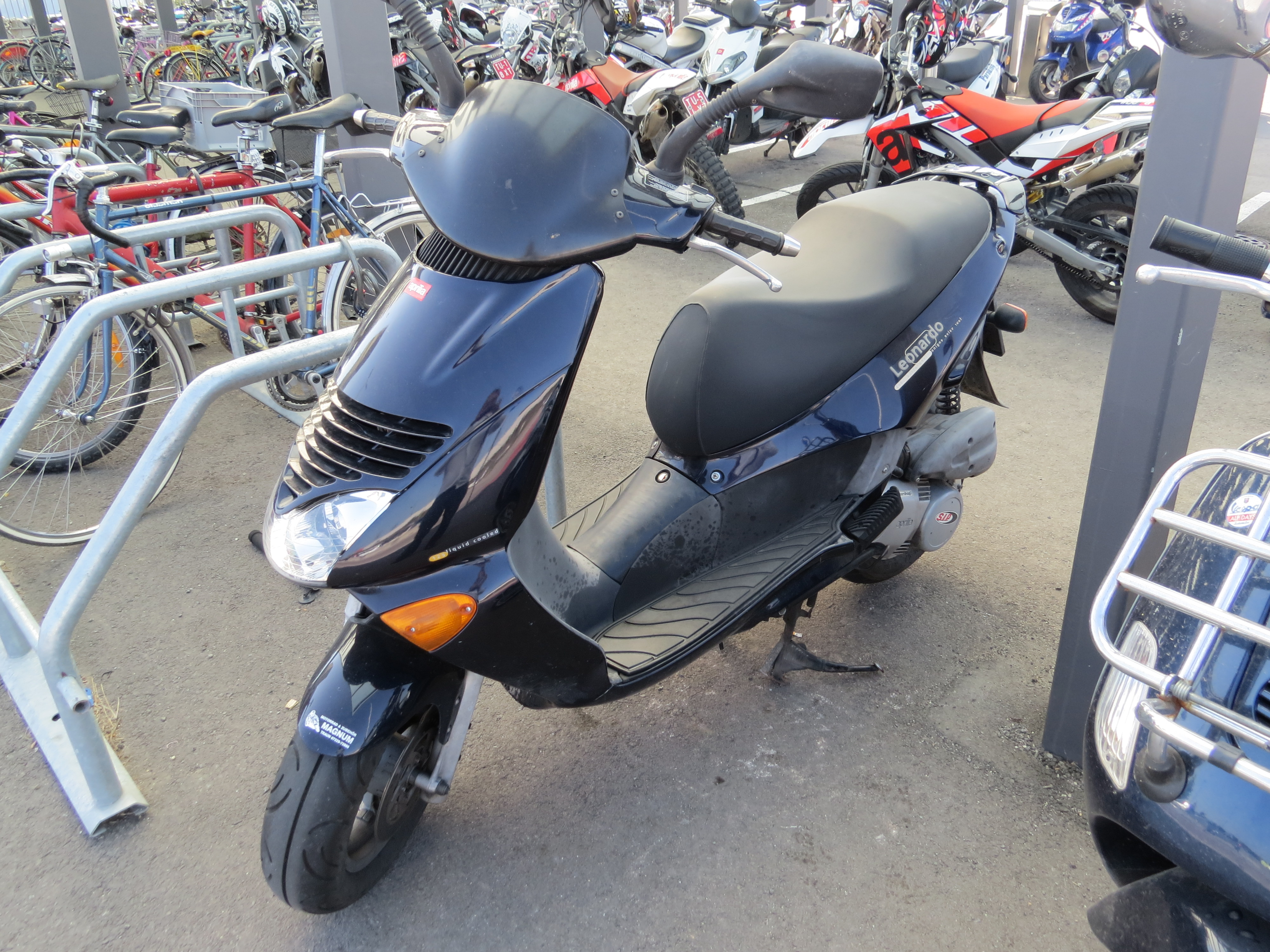
Il Leonardo

Esteticamente lo scooter è stato disegnato riprendendo alcune caratteristiche principali comuni alla seconda generazione dell'Aprilia SR tra cui le luci di posizione con gli abbaglianti, gli indicatori di direzione e buona parte della carrozzeria, le uniche modifiche apportate sullo scooter sono appunto le ruote basse, l'altezza da terra e le luci di posizione posteriori non più cilindriche ma incassate nella carrozzeria, mentre gli indicatori di indicazione e la loro posizione rimane invariata.
Ancora oggi nonostante la sua uscita di produzione, il Leonardo sembra essere lo scooter più utilizzato e commentato per la ciclistica, motore e posizione di guida.
Essendo uno scooter cittadino, le motorizzazioni del Leonardo sono solo quattro tempi, monocilindriche, raffreddate a liquido a pompa forzata.

## Leonardo ST
Nel luglio 2001, il Leonardo subisce un piccolo restyling chiamato "ST". Lo scooter presenta una maschera d'aria diversa da quella del modello precedente, vengono aggiunte due strisce di fianco agli indicatori; sulla carrozzeria viene riportato il nuovo logo per il nome del modello e le luci di posizione posteriori vengono incassate insieme agli indicatori di direzione fino a formare una sorta di arco che punta in basso. Inoltre vengono rivisitate di potenza le cilindrate 125, 250 e 300 cm³.

## Motorizzazioni
Le motorizzazioni del Leonardo sono tutte a ciclo otto quattro tempi, a quattro valvole, raffreddate a liquido a pompa forzata e sono rispettivamente quattro: 125, 150, 250 e 300cc. Una particolarità di questi motori sono la provenienza.
- 125  (cilindrata esatta 124 cm³): Un monocilindrico quattro tempi, eroga 11,6 cavalli con una coppia di 10,5 Nm a 7000 giri/min. Nella versione ST eroga 12 cavalli. Il motore è di origine Rotax.
- 150 (cilindrata esatta 151 cm³): Sempre monocilindrico di origine Rotax, esso eroga 13,6 cavalli con una coppia di 12,5 Nm a 6750 giri/min.
- 250 (cilindrata esatta 249 cm³): Questo monocilindrico, è origine della casa motociclistica giapponese Yamaha ed eroga 14 cavalli con una coppia di 20 Nm a 6000 giri/min. La versione ST del Leonardo ne eroga 18,6.
- 300 (cilindrata esatta 264 cm³): Sempre di provenienza Yamaha, il 300 dell'Aprilia Leonardo eroga 20,6 cavalli (15 kW) con una coppia di 21,5 Nm.[4]